# Дагвейський інцидент з вівцями

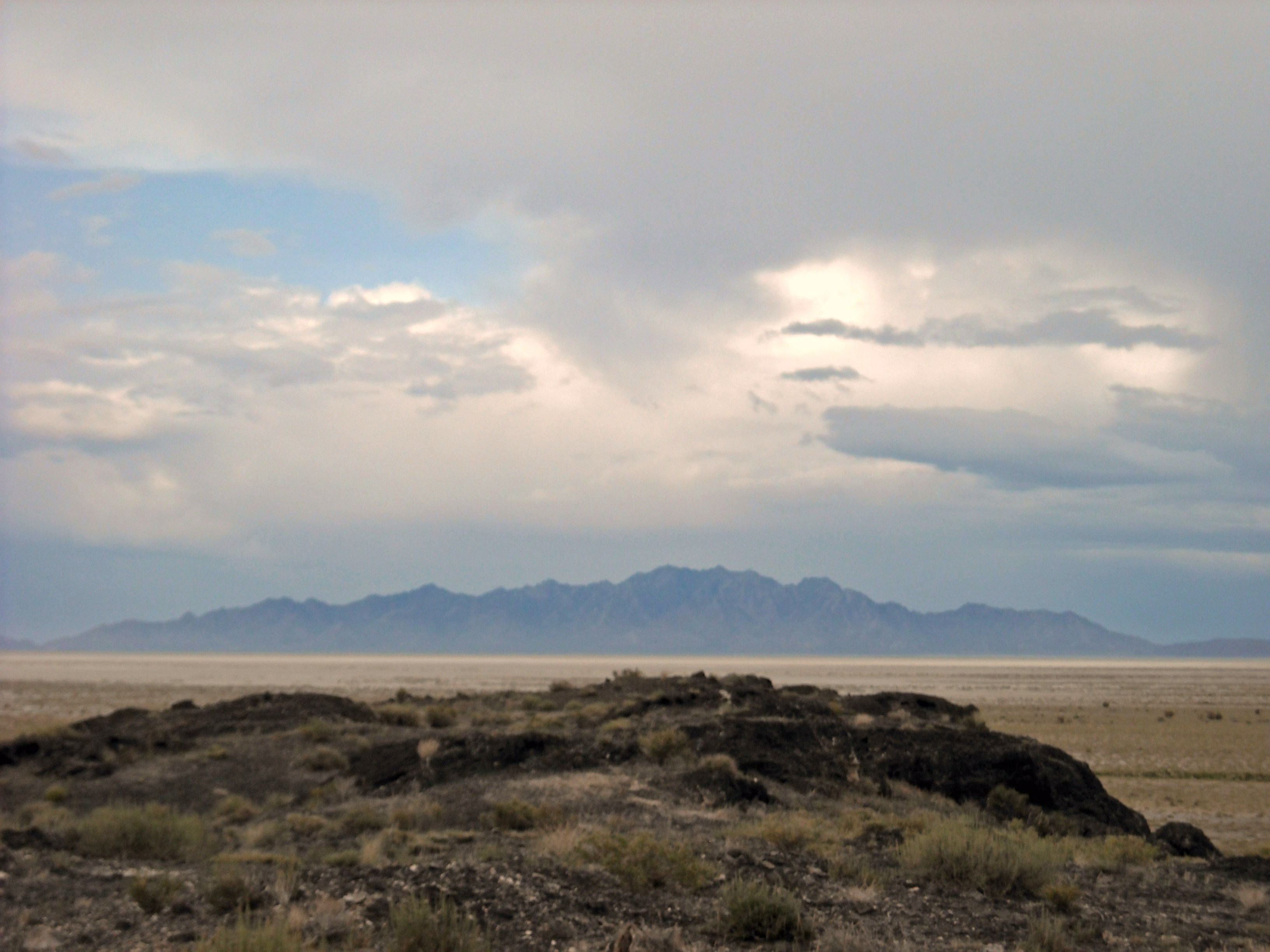
Дагвейський полігон охоплював велику територію пустелі в західній Юті

Інцидент з вівцями поблизу Дагвейського полігону (англ. Dugway sheep incident), також знаний «Вбивство овець в долині Черепа», трапився у 1968 році, у ході його перебігу загинуло від 3483 до 6400 овець. Таємничу смерть тварин пов'язують з хімічними та біологічними програмами Армії Сполучених Штатів на однойменному випробувальному полігоні в штаті Юта. Проти військовиків висунули звинувачення в тестуванні хімічної зброї, хоча представники Збройних сил висунули альтернативні пояснення цього інциденту. Звіт, уперше оприлюднений у 1998 році прессекретарем ВПС США Джессі Стей, став «першим документальним визнанням» армії того, що саме нервовий агент VX став причиною загибелі овець у Долині Черепа (англ. Skull Valley).

## Передумови
З моменту свого заснування в 1941 році, велика частина діяльності на Дагвейському випробувальному полігоні (англ. Dugway Proving Ground) ретельно зберігалася в таємниці. Він розташований посеред пустелі й займає площу близько 3000 квадратних кілометрів. Полігон тимчасово закрили на короткий час після Другої світової, але в роки Корейської війни він знову діяв, ставши місцем тестування хімічної, біологічної та радіологічної зброї. Згідно з повідомленнями видання New Scientist, станом на 1998 рік, тобто через 30 років після того, як Сполучені Штати офіційно відмовилися від біологічної зброї, Дагвейський полігон все ще виробляв невелику кількість ослаблених форм бактерії Bacillus anthracis (збудника сибірки), що використовувалася при виготовленні вакцин.
За час дивного інциденту з вівцями на Дагвейському полігоні провели щонайменше 1100 хімічних випробувань, майже 500 000 фунтів (230 000 кг) нервового агента військові розпилили під час випробувань у повітрі просто неба. Відомо також про 332 тестування біологічної зброї, 74 випробування брудної бомби. На полігоні також провели 8 досліджень з ядерним матеріалом. Нагріваючи його до високої температури, дослідники імітували таким чином розсіювання опадів у випадку розплавлення справжніх авіаційних ядерних реакторів.

## Загибель тварин
За декілька днів до дивного випадку з вівцями, армія Сполучених Штатів на полігоні в Дагвеї провела щонайменше три окремі випробування з використанням нервово-паралітичних речовин. Усі три тестування відбулися 13 березня 1968 року. Під час першого тестування військовики здійснили випробувальний обстріл хімічним артилерійським снарядом, друге тестування стосувалось спалювання 160 галонів (600 літрів) нервово-паралітичного агента просто неба, а в третьому випадку реактивний літак розпилював хімікати в цільовій площі на відстані близько 27 миль (43 км) на захід від долини Черепа. Третя подія зазвичай і пов'язується із загадковими смертями овець.
У журналі інцидентів полігону зазначено, що випадок з вівцями розпочався о 12:30 17 березня 1968 року. Директор Університету штату Юта з екологічних та епідеміологічних контактів доктор Боде подзвонив начальнику відділу екології та епідеміології Дагвейського полігону Кіту Смарту (англ. Keith Smart), аби повідомити про смерть 3000 овець. Початковий звіт про інцидент надійшов до доктора Боде від менеджера скотарської компанії. Згідно з ним, вівці паслися на відстані 27 миль (43 км) від випробувального полігону. Перші оцінки смертності, встановлені протягом декількох наступних днів, склали 6000-6400 тварин. Управління безпеки Дагвею нарахувало тільки 3843 вбитих хімічними речовинами овець. Тих тварини, які ще залишилися живими, згодом приспали.

## Можливі причини
Армія Сполучених Штатів визнала, що за декілька днів до інциденту справді проводилися відкриті випробування за використанням VX. F-4 Фантом розпилював над полігоном нервово-паралітичний агент. Коли літак піднявся на вищу висоту і полетів на базу, трапився мимовільний запуск розпилювального сопла. Смертельно-отруйна речовина покрила значну територію, що прилягає до полігону. Саме тому в тканинах мертвих овець була виявлена невелика кількість VX. Ця речовина не має ні запаху, ні смаку, але є набагато смертельнішою за інші нервово-паралітичні сполуки.
Втім, існує інформація, що суперечить первісним припущенням. Однією із суттєвих суперечностей щодо можливості впливу нервово-паралітичного агента як причини загибелі тварин стали симптоми частини овець після інциденту. Декілька тварин, все ще живі, лежали нерухомо на землі. Ці особини відмовлялися їсти, але демонстрували нормальне дихання і ознаки внутрішнього крововиливу. Регулярне дихання і внутрішні крововиливи несумісні з впливом нервових збудників, і «жодна інша тварина будь-якого типу, включаючи корів, коней, собак, кроликів або птахів, не постраждала від будь-яких несприятливих наслідків, що важко пояснити впливом VX».

## Наслідки
Упродовж 30 років керівництво бази заперечувало власну причетність, стверджуючи, що справжньою причиною загибелі тварин стало використання місцевими фермерам фосфорних інсектицидів. Така версія викликала сумніви, внаслідок чого Дагвейському полігону довелось відшкодувати матеріальні збитки. Тим не менш, цей крок не запобіг гучному міжнародному розголосу, який значною мірою підпсував репутацію армії і військову політику США. Інцидент став однією з причин, які підштовхнули президента Річарда Ніксона до повної заборони випробувань хімічної зброї просто неба, рішення про яке підписано 1969 року. Інцидент підвищив рівень суспільного незадоволення хімічними тестуваннями американської армії під час і після В'єтнамської війни. Врешті-решт, хімічні запаси були майже повністю ліквідовані. Після цього випадку армійські та інші державні і федеральні відомства склали звіти, деякі з яких пізніше були охарактеризовані як «дослідження». Доповідь, яка залишалася секретною до 1978 року і не була опублікована широкій громадськості протягом 30 років, стала «першим документальним визнанням» армії, що саме VX став причиною смерті овець.
1998 року Джим Вульф, що надав звіт для видання The Salt Lake Tribune, вперше опублікував її зміст. У доповіді названо «незаперечним» твердження, що саме нервовий агент призвів до загибелі тварин. В іншому звіті 1970 року, складеному дослідниками Абердинського випробувального полігону з штату Меріленд, мовилось, що VX виявили на зразках снігу і трави, отриманих через три тижні після інциденту з вівцями. За повідомленнями місцевих газет, фермер Рей Пек, тварини якого зазнали впливу нервово-паралітичного агента, в той день працював на відкритому повітрі. Після кількох років у нього й членів родини розвинулися нервові хвороби, що характерно для впливу невеликих доз VX.